# Gastrophryne pictiventris
Gastrophryne pictiventris är en groddjursart som först beskrevs av Cope 1886.  Gastrophryne pictiventris ingår i släktet Gastrophryne och familjen Microhylidae. IUCN kategoriserar arten globalt som livskraftig. Inga underarter finns listade i Catalogue of Life.